# بيت يورن
بيت جوزيف يورن (Pete Joseph Yorn) (بالإنجليزية: Pete Yorn) هو مغني ،كاتب أغاني و موسيقي أمريكي من مواليد 27 يونيو 1976.

## روابط خارجية
- بيت يورن على موقع IMDb (الإنجليزية)
- بيت يورن على موقع ألو سيني (الفرنسية)
- بيت يورن على موقع ميوزك برينز (الإنجليزية)
- بيت يورن على موقع رولينغ ستون (الإنجليزية)
- بيت يورن على موقع أول ميوزيك (الإنجليزية)
- بيت يورن على موقع ديسكوغز (الإنجليزية)
- بيت يورن على موقع قاعدة بيانات الفيلم (الإنجليزية)